# موتور بمب بهارستان (أرزوئية)
موتور بمب بهارستان (بالإنجليزية: Mowtowr Pamp-e Baharestan)‏ هي منطقة سكنية تقع في إيران في Arzuiyeh Rural District. يقدر عدد سكانها بـ 45 نسمة .